# سیارک ۱۲۷۶
سیارک ۱۲۷۶ (به انگلیسی: 1276 Ucclia، نامگذاری:1933BA) هزار و دویست و هفتاد و ششمین سیارک کشف شده‌است که در ۲۴ ژانویه ۱۹۳۳ کشف شد.
قدر مطلق سیارک برابر ۱۰٫۴۰ است.